# Live 8 Mosca

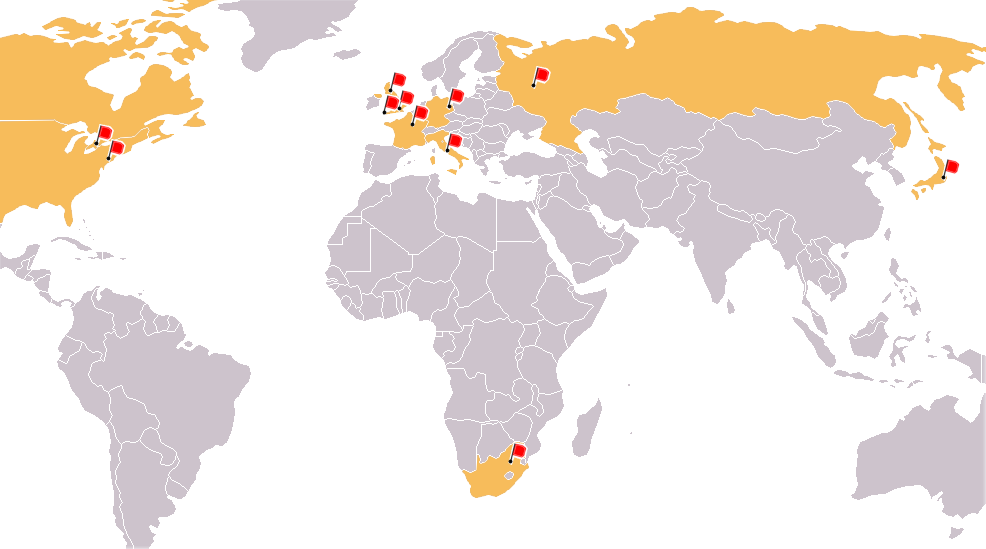
Mappa delle città partecipanti al Live 8

Il 2 luglio 2005, uno dei concerti del Live 8 si è tenuto nella Piazza Rossa di Mosca, in Russia.
L'evento è indicato anche come "Live 8 Mosca" o "Live 8 Russia".
Anche se non come di grande scala come i concerti tenuti a Hyde Park ed a Filadelfia, l'evento è stato comunque importante per la Russia, ed ha avuto artisti importanti nel suo formazione (i più notevoli e importanti furono i Pet Shop Boys, non a caso tenuti per il gran finale del concerto).

## Artisti in ordine di apparizione
- Agata Kristi - "Триллер" (The Thriller), "Ковёр-самолёт" (The Magic Carpet), "Сказочная тайга" (The Fairy Taiga), "Как на войне" (Like At War)
- Bi-2
- Bravo
- Dolphin
- Douglas Vale - Popular, A Little While, Crush...Interrupted, En El Tunel
- Jungo
- Linda
- Moral Code X
- Red Elvises - "I Wanna See You Bellydance", "Ticket To Japan", "Kosmonaut Petrov"
- Splean
- Garik Sukachev
- Valery Sutkin
- Aliona Sviridova
- Pet Shop Boys - "It's a Sin", "Suburbia", "Opportunities (Let's Make Lots of Money)", "Domino Dancing", "New York City Boy", "Always on My Mind", "Where the Streets Have No Name (I Can't Take My Eyes Off You)", "West End Girls", "Left to My Own Devices", "Go West", "It's a Sin".